# Thomas Klestil
Thomas Klestil, avstrijski ekonomist, diplomat, veleposlanik in politik, * 4. november 1932, † 6. julij 2004, Dunaj.
Kleistil je bil predsednik Avstrije med letoma 1992 in 2004.